# Tetanocera plebeja
Tetanocera plebeja är en tvåvingeart som beskrevs av Friedrich Hermann Loew 1862. Tetanocera plebeja ingår i släktet Tetanocera och familjen kärrflugor. Inga underarter finns listade i Catalogue of Life.